# Бриджи

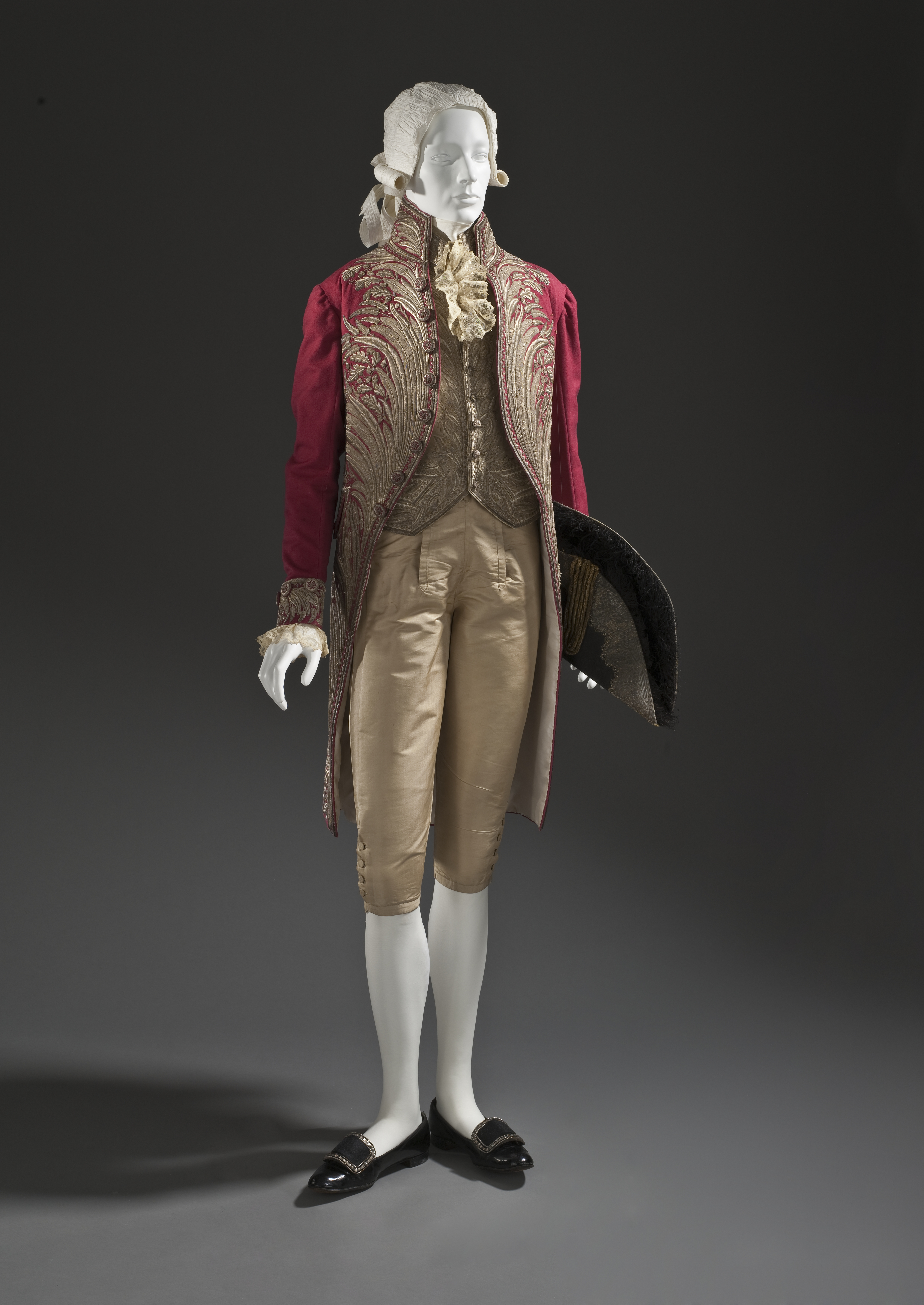
Шёлковые бриджи на манекене, ок. 1800 год. Италия. (Музей искусств округа Лос-Анджелес)

Бри́джи (англ. breeches или britches) — брюки особого покроя, которые плотно охватывают икры ног ниже колен, на бёдрах их делают очень широкими, оттопыривающимися в стороны. Бриджами также называют короткие брюки до колен с манжетами, плотно охватывающими ноги.
Исторически (в XVI—XVIII веках) часть стандартного западноевропейского мужского костюма, также известная как кюлоты; в более поздние времена носились с высокими, длинными сапогами и использовались для верховой езды. Используется как элемент спортивной формы в американском футболе, бейсболе и др.
В 4 года в Англии начала XIX века мальчикам впервые надевали бриджи или брючки (англ. breeched).

## Этимология
«Breeches» — известный с 1205 года пример двойного множественного числа. Слово bréc или breoc («брэ») пришло из староанглийского, а до этого из старофранцузского языка и уже является множественным числом от слова bróc, что означает «одежда для ног и туловища».